# Chikujō
Chikujō (japanska: 築上町?, Chikujō-machi) är en landskommun (köping) i Fukuoka prefektur i Japan. 